# Žatec západ
Žatec západ – stacja kolejowa w miejscowości Žatec, w kraju usteckim, w Czechach. Jest ważnym węzłem kolejowym. Znajduje się na wysokości 210 m n.p.m.
Jest zarządzana przez Správę železnic. Na stacji nie ma możliwości zakupu biletów, a obsługa podróżnych odbywa się w pociągu.

## Linie kolejowe
- 123 Most - Žatec západ
- 160 Plzeň - Žatec